# آنتونی اشلی کوپر، سومین ارل شفتسبری
آنتونی اشلی کوپر، سومین ارل شفتسبری (انگلیسی: Anthony Ashley-Cooper, 3rd Earl of Shaftesbury; ۲۶ فوریهٔ ۱۶۷۱ – ۱۶ فوریهٔ ۱۷۱۳) فیلسوف، نویسنده، و سیاستمدار اهل پادشاهی انگلستان بود.